# La Purísima (Cortázar)
La Purísima es una comunidad del municipio de Cortázar, en el estado de Guanajuato en México. Se ubica en el kilómetro 5 de la carretera Cortázar-Jaral del Progreso.

## Número de habitantes
Es una pequeña comunidad de 111 habitantes(según el censo 2005).

## Indicadores socioeconómicos
La clave INEGI para ver sus indicadores económicos y sociales es:110110039 y lo puedes ver en el apartado de enlaces externos.